# Södra Hamgyong
Södra Hamgyŏng är en provins i Nordkorea. Provinsen gränsar till Ryanggang i norr, Norra Hamgyong i nordöst, Södra P'yongan i väst och Kangwon i söder. Provinshuvudstaden är Hamhŭng. Södra Hamgyŏng bildades år 1896, när provinsen Hamgyŏng delades i två delar.
Provinsen är även uppdelad i fyra städer (si), två mindre distrikt (1 ku och 1 chigu) och femton landskommuner (kun).

## Städer
- Hamhŭng-si (함흥시; 咸興市)
- Sinp'o-si (신포시; 新浦市)
- Tanch'ŏn-si (단천시; 端川市)

## Distrikt
- Sutong-gu (수동구; 水洞區)
- Kŭmho-chigu (금호지구; 琴湖地區)

## Landskommuner
- Changchin-gun (장진군; 長津郡)
- Chŏngp'yŏng-gun (정평군; 定平郡)
- Hamchu-gun (함주군; 咸州郡)
- Hŏch'ŏn-gun (허천군; 虛川郡)
- Hongwŏn-gun (홍원군; 洪原郡)
- Iwŏn-gun (이원군; 利原郡)
- Kowŏn-gun (고원군; 高原郡)
- Kŭmya-gun (금야군; 金野郡)
- Nakwŏn-gun (낙원군; 樂園郡)
- Puchŏn-gun (부전군; 赴戰郡)
- Pukch'ŏng-gun (북청군; 北靑郡)
- Sinhŭng-gun (신흥군; 新興郡)
- Tŏksŏng-gun (덕성군; 德城郡)
- Yŏngkwang-gun (영광군; 榮光郡)
- Yodŏk-gun (요덕군; 耀德郡)